# 欧阳格

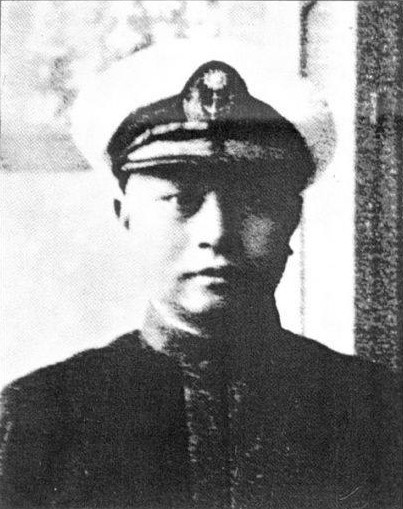
欧阳格

歐陽格（1895年—1940年 ），字九淵，江西宜黄人，中華民國海軍少將，為佛學大師歐陽漸之子，海軍電雷學校創辦人。

## 生平
歐陽格在14歲（宣統元年）考入江南水師學堂，但是該校因辛亥革命後的政治變遷之因素而停辦，因此該校學生轉入煙臺海軍學校繼續學業。民國4年（1915），在吳淞海軍學校進行實習，隔年畢業，為煙台海校駕駛科第十期畢業生。
在護法戰爭期間，歐陽格為擁護孫中山護法運動的一派，因此在程壁光號召護法艦隊時加入了該艦隊的麾下，南下廣東追隨孫中山。護法艦隊在民國7年（1918）程壁光遭暗殺後內部開始出現派系內鬥，構成艦隊主流的福建人在林葆懌的操作下開始試圖回歸北京政府，並且試圖排擠非閩系人員在海軍服務，這個趨勢在林葆懌被解任艦隊司令，換上同為福建籍的肇和艦艦長林永謨後並無改善。歐陽格將海軍省籍矛盾的問題上報給孫中山，孫中山與溫樹德、陳策等非福建籍的海軍將領開始謀劃排除福建籍海軍軍官干預艦隊運作的行動，歐陽格參與了相關的計劃與行動。在民國9年（1920）4月27日凌晨，支持孫中山的非閩系海軍人員對護法艦隊發動鎮壓，奪回護法艦隊的控制權。
因此役戰功，歐陽格獲得了孫中山的信任，並升任為飛鷹號砲艦艦長。隨後又升任豫章艦艦長。
民國11年（1922）六一六事变爆發時，歐陽格與要求孫中山下野的溫樹德等人決裂，指揮豫章艦保衛孫中山流亡所乘坐，同時也是其堂兄歐陽琳指揮的永豐艦，並結識了當時尚未崛起的蔣中正。在孫中山脫困並重獲廣東政府支持後，歐陽格獲得孫中山重用，在民國12年（1923）7月出任中華民國陸海軍大元帥大本營海軍臨時總指揮兼豫章艦艦長，成為國民政府海軍的重要人物。
民國13年（1924），廣東國民政府在孫中山指示下計畫開辦廣東海軍學校，在蔣中正的支持下歐陽格擔任廣東海軍學校副校長，然而該校因缺乏經費並無實際招生，此職務成為一虛職。
1926年，中山艦事件時歐陽格參與逮捕中山艦艦長李之龍的行動，蔣中正為了緩和與共產黨之間的衝突而在4月14日將歐陽格撤職並關押入虎門要塞。在隔年國民革命軍北伐開始時，蔣中正重新啟用歐陽格，擔任國民政府海軍局代局長，但是在各省海軍陸續向南京國民政府投誠後，海軍局擴大並在民國18年（1929）4月改組為中華民國海軍部，改組缺乏政治與軍事實力的歐陽格被排擠出海軍部。蔣中正這時決定資助歐陽格至英國格林威治皇家海軍學院深造學習海軍戰術，在進行1年半的深造後，歐陽格在九一八事變後決心返國抗日，民國20年（1931）10月，歐陽格取道西伯利亞返回中國東北，加入馬占山的東北抗日聯軍。直到馬占山兵敗，歐陽格始返回南京向蔣中正述職，希望返回海軍服務。
歐陽格以他的留英學習經驗，建議蔣中正建立一支以魚雷快艇為主的海軍部隊對抗日本侵略。
1932年7月，蔣介石於鎮江北固山甘露寺成立電雷學校，電雷學校直屬於陸軍參謀本部，歐陽格被國民政府軍事委員會任命為中將校長。但由於原先歐陽格只是中校，又缺乏領船經驗，這種破格升遷遭到海軍部的閩系將領側目，加上在廣東時代的恩怨，歐陽格的升遷遭到以福建人為主力的老海軍反對，最後雙方折衷後歐陽格只能以少將敍階上任。
但是閩系海軍對軍委會這種破壞體制的做法進行消極抵制，電雷學員及學兵因為直屬單位不同故不被承認為海軍的一員，亦被禁止穿海軍制服。經歐陽格再三爭取才獲得制服的穿著權，但帽沿不得繡中華民國海軍，學生畢業後亦沒有海軍軍籍，且不派軍艦供學生實習。但由於軍委會的關照，電雷學校的實習與軍籍問題基本上都成功解決，到抗戰爆發前已經有2批學員畢業進行戰備。
1934年，國民黨召開五中全會，歐陽格向全體中央委員散發自己在永丰舰事件時，與孫中山、蔣介石的合照，贏得陳立夫、陳果夫的支持，當選監察委員。
1937年抗戰爆發。8月14日，軍委會下令由已遷至黃山港的電雷學校成立江陰區江防司令部，以歐陽格為司令。但海軍第一艦隊評估中日兩方實力差距，決定採取老船自沉拖延之戰術，因此大型船艦無法出擊，只能依靠電雷學校的快艇獨立作戰。8月16日，由安其邦中校所率領的電雷學校所屬的魚雷快艇夜襲日本海軍第三艦隊旗艦出雲號，不過魚雷沒有命中，史102艇也遭出雲砲擊，擱淺英租界九江路外灘稅關棧碼頭。這是自甲午戰爭以來，中國海軍首度主動出擊攻擊日艦。
1937年12月5日，由於上海戰線崩潰，日軍由陸路直取江陰要塞，作為河防的江陰要塞無法有效抵禦來自陸上的攻擊，隨即失陷。歐陽格、徐師丹突圍前往南京，於下關中央銀行重新設立司令部。快艇部隊重新至湖口、馬當集結。12月，日軍進攻南京，歐陽格率文天祥中隊協助守城，但日本海軍並未投入戰鬥，因此快艇部隊無用武之地。12月13日，快艇部隊奉令撤退，歐陽格發電至後方的電雷學校，稱：「觸目所及，一寸河山一寸傷心淚。」
1938年6月28日，海軍部部長陳紹寬下令以作戰不力的罪名逮捕歐陽格，電雷學校也因抗戰各軍校內遷整合而停招併入其他海軍院校中。審理期間，歐陽格否認作戰不力、不戰而退、貪污等指控，但最終仍以貪污罪名於1940年8月在重慶遭處決。
有說法認為歐陽格的死，讓國民政府軍委會與海軍部在立場上的決裂，成爲國民政府逐漸排除閩系人士進入海軍重建，而想自行打造新海軍的遠因。

## 家族
- 父：歐陽漸
- 妻：张镜秋
- 长子：欧阳勋
- 长女：欧阳筏苏（辽宁大学教授，20世纪80年代为辽宁电视台录制《少儿家庭英语》系统电视讲座，为改革开放后国内少儿英语教育领军人物）[2]

- 次子：欧阳光
- 小女：欧阳勃苏